# レヴェルストーク男爵
レヴェルストーク男爵（英語: Baron Revelstoke）は、連合王国貴族の男爵位。財閥として知られるベアリング家のうち、爵位を持つ家系の一つである。
銀行家エドワード・ベアリングが1885年に叙されたのに始まる。なお、レヴェルストーク男爵ベアリング家に男爵位以外に持つ爵位はない。

## 歴史
ベアリングス銀行の創立者初代準男爵フランシス・ベアリングの三男ヘンリー・ベアリングの息子であるエドワード・ベアリングは、1873年頃からベアリングス銀行の経営を主導し、また1879年から1891年にかけてはイングランド銀行理事を務めた。その功績で1885年6月30日の勅許状によってデヴォン州におけるメンブランドのレヴェルストーク男爵（Baron Revelstoke, of Membland in the County of Devon）に叙せられた。
その息子である2代男爵ジョン・ベアリング(1863–1929)も20世紀初頭から第一次世界大戦の頃までベアリングス銀行の経営にあたり、1898年から1909年までイングランド銀行理事を務めている
2代男爵には子供がなかったので弟のセシル・ベアリング(1864–1934)が3代男爵を継承した。彼もベアリングス銀行の経営者を務めている
4代男爵はその長男のルパート・ベアリング(1911–1994)が継承し、ついでその長男ジョン・ベアリング(1934–2003)が5代男爵を継承した。さらにその弟のジェイムズ・ベアリング(1938–2012)が6代男爵を継承し、その長男のアレグザンダー・ベアリング(1970-)が7代男爵を継承して2016年現在に至っている。
現当主はアイルランド・ランベイ島で暮らしている。家訓は「正直と努力によって（Probitate Et Labore）」。

## レヴェルストーク男爵 (1885年)
- 初代レヴェルストーク男爵：エドワード・チャールズ・ベアリング (1828 - 1897)
- ２代レヴェルストーク男爵：ジョン・ベアリング（英語版） (1863 - 1929)
- ３代レヴェスストーク男爵：セシル・ベアリング (1864 - 1934)
- ４代レヴェルストーク男爵：ルパート・ベアリング (1911 - 1994)
- ５代レヴェルストーク男爵：ジョン・ベアリング (1934 - 2003)
- ６代レヴェルストーク男爵：ジェイムズ・セシル・ベアリング（英語版） (1938 - 2012)
- ７代レヴェルストーク男爵：アレグザンダー・ルパート・ベアリング（英語版） (1970 - )
  - 推定相続人は現当主の弟トマス・ジェイムズ・ベアリング (1971 - )